# Jhon Celis
Jhon Fredy Celis Castro (Bogotá, 12 de enero de 1980) es un deportista profesional de Colombia en la disciplina del fútbol de salón o Futsal.

## Trayectoria
En el año 1999 integró el Saeta FSC, uno de los equipos más importantes y tradicionales de Bogotá, con el objetivo de jugar los torneos de la capital; con este equipo disputó además el Mundial de Clubes FIFUSA ese mismo año logrando el subtítulo, perdiendo la final contra el equipo Rubio Ñu de Paraguay.
En 2009 representa en Villavicencion al equipo 1 tiempo FSC en el recién creado campeonato profesional de microfútbol, se mantuvo en el equipo un año más en 2010. La temporada siguiente ficha por  Independiente Santander, aunque los resultados en esa temporada no fueron los mejores ya que quedaron eliminados en play-offs.
Desde 2012 hasta el 2014 jugó para el equipo Barrancabermeja Ciudad Futuro, donde obtuvo un nuevo título en 2013 y después de dos frustraciones por fin consigue su primer título internacional a nivel de clubes: El Sudamericano Zona Norte, repitiendo triunfo internacional en la Copa de las Américas, ambos torneos realizados en 2014.
Para el torneo del 2015 ingresa a las filas del P&Z de la capital colombiana, llegando por cuarta ocasión en su carrera profesional a la final del torneo, pero por segunda vez se queda con el subtítulo, cayendo su equipo ante Bello Innovar 80 en casa.
En la temporada 2016 ingresa al equipo Ocaña.
Para la temporada 2017 se confirma su contratación por parte de Visionarios de Calarca, obteniendo el título frente a caciques de Quindío comandado por Jhon Pinilla.

## Selección nacional
Su actuación en los torneos jugados con Saeta lo llevó a formar parte activa en el año 2000 de la Selección Colombia de Fútbol de Salón que disputó el mundial de selecciones, organizado por la FIFUSA en Bolivia, donde se consagraron campeones derrotando en la final al equipo anfitrión en la tanda de tiros penaltis
Luego de dos buenos mundiales: Paraguay 2003 (Subcampeón) y Argentina 2007 (Tercer Lugar), juega el Mundial de Futsal 2011 que se realizó por primera vez en su país, Colombia logra ser campeón mundial por segunda vez en su historia ante un difícil rival como Paraguay.
En el 2013 hizo historia con su selección al ser los campeones del primer Torneo de Futsal de los Juegos Mundiales realizados en la ciudad de Cali, Colombia.
En 2014 juega por primera vez el Sudamericano, jugando como anfitriones en la ciudad de Cali. Este torneo estuvo inactivo por 16 años (el último fue en 1998) y en su reactivación logra por primera vez en su historia el título para su selección, llevándose de paso el título como goleador del certamen con 17 goles.
En el año 2015 es convocado a la selección una vez más para jugar el mundial esta vez en Bielorrusia, llegando a la final por segunda vez consecutiva y de nuevo ante Paraguay, logrando por tercera vez el título para la selección y para su cuenta personal.

## Clubes
| Club                    | País     | Año        |
| ----------------------- | -------- | ---------- |
| Saeta FSC               | Colombia | 1999-2002  |
| TFL Arzignano           | Italia   | 2003       |
| Villavicencio 1 tiempo  | Colombia | 2009-2010  |
| Independiente Santander | Colombia | 2011       |
| Barrancabermeja CF      | Colombia | 2012- 2014 |
| P&Z Bogotá              | Colombia | 2015       |
| Ocaña                   | Colombia | 2016       |
| Visionarios Sincelejo   | Colombia | 2017       |

## Palmarés

### Torneos nacionales Título Campeón
| Título                          | Equipo               | País     | Año  |
| ------------------------------- | -------------------- | -------- | ---- |
| Copa Profesional de Microfútbol | Barrancabermeja C.F. | Colombia | 2013 |
| Copa Profesional de Microfútbol | Visionarios          | Colombia | 2017 |

### Torneos internacionales
| Título                          | Equipo               | País                | Año  | Título  |
| ------------------------------- | -------------------- | ------------------- | ---- | ------- |
| Mundial de Fútbol de Salón      | Colombia             | Bolivia             | 2000 | Campeón |
| Mundial de Fútbol de Salón      | Colombia             | Paraguay            | 2004 |         |
| Mundial de Fútbol de Salón      | Colombia             | Argentina           | 2007 |         |
| Mundial de Fútbol de Salón      | Colombia             | Colombia            | 2011 | Campeón |
| Oro en Juegos Mundiales         | Colombia             | Colombia            | 2013 | Campeón |
| Sudamericano Zona Norte         | Barrancabermeja C.F. | Colombia            | 2014 | Campeón |
| Copa de las Américas            | Barrancabermeja C.F. | Colombiay Argentina | 2014 | Campeón |
| Sudamericano de Fútbol de Salón | Colombia             | Colombia            | 2014 | Campeón |
| Mundial de Fútbol de Salón      | Colombia             | Bielorrusia         | 2015 | Campeón |